# Municipio de Wheatland (condado de Bureau)
El municipio de Wheatland (en inglés: Wheatland Township) es un municipio ubicado en el condado de Bureau en el estado estadounidense de Illinois. En el año 2010 tenía una población de 135 habitantes y una densidad poblacional de 2,92 personas por km².

## Geografía
El municipio de Wheatland se encuentra ubicado en las coordenadas 41°11′19″N 89°29′57″O / 41.18861, -89.49917. Según la Oficina del Censo de los Estados Unidos, el municipio tiene una superficie total de 46.17 km², de la cual 46,15 km² corresponden a tierra firme y (0,04 %) 0,02 km² es agua.

## Demografía
Según el censo de 2010, había 135 personas residiendo en el municipio de Wheatland. La densidad de población era de 2,92 hab./km². De los 135 habitantes, el municipio de Wheatland estaba compuesto por el 99,26 % blancos y el 0,74 % eran de una mezcla de razas. Del total de la población el 0 % eran hispanos o latinos de cualquier raza.